# William Alwyn
Pour les articles homonymes, voir Alwyn.
William Alwyn est un compositeur britannique, né le 7 novembre 1905 à Northampton et mort le 12 septembre 1985 à Southwold (Royaume-Uni).

## Biographie
William Alwyn est né à Northampton où il débuta très tôt ses études musicales avec le piccolo. À quinze ans il intègre la Royal Academy of Music de Londres où il étudie la flûte et la composition. Flûtiste virtuose il fut d'abord flûtiste solo au London Symphony Orchestra.
Alwyn fut également professeur de composition à la Royal Academy de 1926 à 1955. Notons d'ailleurs parmi ses élèves, le compositeur anglais Geoffrey Grey.
William Alwyn avait de nombreux talents. Il était à la fois polyglotte, poète et artiste aussi bien que musicien.
Son œuvre est importante par sa diversité comprenant cinq symphonies, quatre opéras, plusieurs concerti et quatuors à cordes.
Alwyn écrivit quelque 70 musiques de film entre 1941 et 1962. Ses musiques de film sur un thème classique concernent les films suivants :
- Huit Heures de sursis (Odd Man Out), Première Désillusion (The Fallen Idol), L'Héroïque Parade (The Way Ahead), La Vraie Gloire, (The True Glory) de Carol Reed ;
- Victoire du désert (Desert Victory) de David MacDonald ;
- La Bataille du feu (Fires Were Started) de Humphrey Jennings ;
- Le Secret des tentes noires (The Black Tent) de Brian Desmond Hurst ;
- Le Corsaire rouge (The Crimson Pirate), de Robert Siodmak ;
- The History of Mr Polly d'Anthony Pelissier.

Alwyn fut un compositeur romantique d'un genre unique.
Le concerto pour harpe et orchestre à cordes d'Alwyn Lyra Angelica devint populaire lorsqu'il fut utilisé par la célèbre patineuse Michelle Kwan comme support musical lors de sa performance aux jeux olympiques d'hiver de 1998.
William Alwyn a vécu à Larkrise, Dunwich Road, Blythburgh, dans le Suffolk et s'est éteint à Southwold, dans le Suffolk, en 1985. Il était marié en secondes noces avec la compositrice Doreen Carwithen (1922-2003).

## Son œuvre

### Opéras
- The Fairy Fiddler
- Farewell Companions
- Juan, or the Libertine
- Miss Julie

### Œuvres orchestrales
- Symphonies
  - Symphonie nº 1
  - Symphonie nº 2
  - Symphonie nº 3
  - Symphonie nº 4
  - Symphonie nº 5 Hydriotaphia
- Concerti grossi
  - Concerto Grosso nº 1
  - Concerto Grosso nº 2
  - Concerto Grosso nº 3
- Sinfonietta for Strings
- Elizabethan Dances
- Scottish Dances
- The Magic Island
- The Innumerable Dance
- Aphrodite in Aulis
- Festival Overture
- Overture To A Masque
- Cinq préludes pour Orchestre
- Tragic Interlude

### Œuvres concertantes
- Concerto pour piano nº 1
- Concerto pour piano nº 2
- Concerto pour violon
- Concerto pour hautbois
- Concerto pour harpe Lyra Angelica
- Pastoral Fantasia, pour alto et orchestre à cordes
- Autumn Legend, pour cor anglais et orchestre à cordes

### Musique de chambre
- Quatuors à cordes
  - Quatuor à cordes nº 1
  - Quatuor à cordes nº 2
  - Quatuor à cordes nº 3
  - Three Winter Poems
  - Novelette
- Concerto pour flûte and octuor à vent
- Rhapsody pour quatuor de piano
- Suite pour hautbois et harpe
- Sonate Impromptu, pour violon et alto
- Conversations, pour violon, clarinette et piano
- Ballade, pour alto et piano
- Sonatine, pour violon et piano
- Trio pour flûte, violoncelle et piano
- Trio à cordes
- Naiades, fantaisie sonate pour flûte et harpe

### Œuvres instrumentales
- Divertimento, pour flûte solo
- Ballade pour alto et piano
- Sonatine pour alto
- Sonate pour flûte
- Sonate pour hautbois
- Sonate pour clarinette
- Crepuscule, pour harpe

### Œuvres pour piano
- Hunter's Moon (1920s)
- Odd Moments - suite pour piano (1920s)
- The Orchard (1920s)
- Haze of Noon (1926)
- Two Irish Pieces
- April Morn - 4 petites pièces (1924-26)
- Fancy Free - 4 pièces
- Contes Barbares - hommage à Paul Gauguin (1930-33)
- By the Farmyard Gate - 4 pièces
- From Ireland - 7 traditional tunes
- Wooden Walls - suite pour piano
- Midsummer Night - suite pour piano
- Green Hills
- Five Pieces - suite pour piano
- Two Intermezzi
- Two Pieces
- Harvest Home - suite pour piano
- The Tinker's Tune
- Down by the Riverside
- Night Thoughts
- Prelude & Fugues on an Indian scale (1945)
- Sonata alla Toccata (1946)
- Nine Children's Pieces
- Fantasy-Waltzes
- Twelve Preludes (1958)
- Movements
- Twelve Diversions for the Five Fingers

### Musique de film
- 1937 : The Future's in the Air
- 1941 : Green Girdle
- 1941 : Western Isles
- 1941 : Queen Cotton
- 1942 : Border Weave
- 1942 : Trinity House
- 1942 : Penn of Pennsylvania de Lance Comfort
- 1942 : They Flew Alone
- 1943 : La Bataille du feu (Fires Were Started), de Humphrey Jennings
- 1943 : Squadron Leader X
- 1943 : Victoire du désert (Desert Victory) de David MacDonald et Roy Boulting
- 1943 : Escape to Danger
- 1944 : Soldier, Sailor
- 1944 : Victoire de Tunisie (Tunisian Victory)
- 1944 : On Approval
- 1944 : L'Héroïque Parade (The Way Ahead) de Carol Reed
- 1944 : Medal for the General
- 1945 : Great Day
- 1945 : La Vraie Gloire (The True Glory) de Garson Kanin et Carol Reed
- 1945 : L'Honorable Monsieur Sans-Gêne (The Rake's Progress) de Sidney Gilliat
- 1946 : Land of Promise
- 1946 : Total War in Britain
- 1946 : L'Étrange Aventurière (I See a Dark Stranger) de Frank Launder
- 1946 : La Couleur qui tue (Green for Danger) de Sidney Gilliat
- 1947 : Je cherche le criminel (Take My Life) de Ronald Neame
- 1947 : Huit Heures de sursis (Odd Man Out) de Carol Reed
- 1947 : Captain Boycott
- 1947 : L'Homme d'octobre (The October Man), de Roy Ward Baker
- 1948 : L'Évadé de Dartmoor (Escape) de Joseph L. Mankiewicz
- 1948 : So Evil My Love
- 1948 : Winslow contre le roi (The Winslow Boy) d'Anthony Asquith
- 1948 : Première Désillusion (The Fallen Idol) de Carol Reed
- 1949 : Daybreak in Udi de Terry Bishop (en)
- 1949 : The History of Mr. Polly
- 1950 : The Cure for Love
- 1950 : Madeleine de David Lean
- 1950 : The Rocking Horse Winner d'Anthony Pelissier
- 1950 : Secret d'État (State Secret) de  Sidney Gilliat
- 1950 : La Salamandre d'or (Golden Salamander) de Ronald Neame
- 1950 : Le Moineau de la Tamise (The Mudlark) de Jean Negulesco
- 1950 : L'Aimant (The Magnet) de Charles Frend
- 1951 : No Resting Place de Paul Rotha
- 1951 : La Boite magique (The Magic Box) de John Boulting
- 1951 : Night Without Stars d'Anthony Pelissier
- 1951 : Lady Godiva (Lady Godiva Rides Again) de Frank Launder
- 1951 : Le Grand Choc (The House in the Square) de Roy Ward Baker
- 1952 : L'Heure de la revanche (The Long Memory) de Robert Hamer
- 1952 : La Merveilleuse Histoire de Mandy (Mandy) d'Alexander Mackendrick
- 1952 : L'Île du désir (Saturday Island ) de Stuart Heisler
- 1952 : Trois Dames et un as (The Card) de Ronald Neame
- 1952 : Le Corsaire rouge (The Crimson Pirate) de Robert Siodmak
- 1953 : L'Homme au million (The Million Pound Note) de Ronald Neame
- 1953 : Tonnerre sur Malte (Malta Story) de Brian Desmond Hurst
- 1953 : The Master of Ballantrae
- 1953 : Une affaire troublante (Personal Affair) d'Anthony Pelissier
- 1954 : Casaque arc-en-ciel de Basil Dearden
- 1954 : Moana, fille des tropiques (The Seekers)
- 1954 : Svengali
- 1955 : Geordie
- 1955 : Le Bateau qui mourut de honte (The Ship That Died of Shame)
- 1955 : Boulevards de Paris (Bedevilled)
- 1956 : Le Secret des tentes noires (The Black Tent)
- 1956 : Safari
- 1956 : Smiley
- 1956 : Zarak le valeureux (Zarak)
- 1957 : Le Manoir du mystère (Fortune Is a Woman)
- 1957 : Manuela
- 1957 : Sous le plus petit chapiteau du monde (The Smallest Show on Earth)
- 1958 : Agent secret S.Z. (Carve Her Name with Pride)
- 1958 : The Silent Enemy
- 1958 : L'Affaire Dreyfus (I Accuse!)
- 1958 : Atlantique, latitude 41° (A Night to Remember)
- 1959 : The Professionals
- 1959 : L'Épopée dans l'ombre (Shake Hands with the Devil)
- 1959 : Le Troisième Homme sur la montagne (Third Man on the Mountain)
- 1959 : Les Aventuriers du Kilimandjaro (Killers of Kilimanjaro)
- 1959 : Devil's Bait
- 1960 : Les Robinsons des mers du Sud (Swiss Family Robinson)
- 1961 : La Lame nue (The Nacked edge) de Michael Anderson
- 1962 : Brûle, sorcière, brûle! (Night of the Eagle)
- 1962 : Accusé, levez-vous (Life for Ruth)
- 1962 : Les Enfants du capitaine Grant (In Search of the Castaways) de Robert Stevenson
- 1963 : Le Deuxième Homme (The Running Man) de Carol Reed

## Discographie partielle
- Les cinq symphonies ; sinfonietta pour cordes. Orchestre symphonique de Londres, Richard Hickox, Chandos (3 CD)
- Opéra en 2 actes : Miss Julie (Philharmonia Orchestra dir. Vilem Tausky - Jill Gomez, Benjamin Luxon, Della Jones, John Mitchinson. 2 CD (Lyrita)